# Wyśnia Góra
Wyśnia Góra (638 m) – niewybitny szczyt w Beskidzie Sądeckim, w zachodniej części Pasma Radziejowej, dominujący po wschodniej stronie nad Dunajcem, gdy po opuszczeniu Krościenka nad Dunajcem tworzy on zakole wokół przysiółka Kłodne.

## Opis szczytu
Wyśnia Góra jest najbardziej na zachód wysuniętym wierzchołkiem zachodniego grzbietu odchodzącego od głównego grzbietu Pasma Radziejowej na wysokości Dzwonkówki. W promieniu kilkuset metrów pozostałymi szczytami są Stajkowa (706 m), Lipowiec (744 m) (na południe od szczytu) i Przehybka (699 m) (na wschód od szczytu). Zachodnie zbocza Wyśniej Góry opadają ku Dunajcowi, a jej północne stoki opadają ku potokowi Lewa Ręka.
Wyśnia Góra jest zalesiona, w związku z czym nie ma walorów widokowych. Przez szczyt nie przebiega żaden znakowany szlak turystyczny. Wzniesienie i jego zbocza znajdują się na terenie Popradzkiego Parku Krajobrazowego. Są tu m.in. objęte ochroną źródła wód mineralnych (szczawy) i buczyna karpacka.
Wyśnia Góra jest centralnym szczytem utworzonego w 1960 roku rezerwatu przyrody Kłodne nad Dunajcem.
Szczyt znajduje się na terenie gminy Ochotnica Dolna.